# Шубачево
Шубачево — деревня в Сямженском районе Вологодской области.
Входит в состав Житьёвского сельского поселения, с точки зрения административно-территориального деления — в Житьёвский сельсовет.
Расстояние по автодороге до районного центра Сямжи — 22 км, до центра муниципального образования Житьёва — 6 км. Ближайшие населённые пункты — Левинская, Горушка, Вакраково.
По переписи 2002 года население — 7 человек.